# Crédit Lyonnais
Crédit Lyonnais foi um banco francês fundado em 1863, que faliu em 1993 e foi comprado em 2003 pelo Crédit Agricole.
Em Portugal as respectivas agências passaram a ser geridas pelo BBV (Banco Bilbao Vizcaya), actualmente BBVA (Banco Bilbao Vizcaya Argentaria).